# محمد الصيعري
محمد الصيعري (بالإنجليزية: Mohammed Al-Saiari)‏؛ مواليد 2 مايو 1993 في مدينة جدةالسعودية، هو لاعب كرة قدم سعودي يلعب لنادي القادسية .
كانت بداياته مع الاتحاد ومثله في جميع الفئات السنية إلى ان وصل للفريق الأول وانتقل إلى نادي هجر في صيف 2015 و لعب معهم لمدة موسم وبعده وقع نادي الاتفاق لمدة 5 مواسم ولعب مع المنتخب السعودي الأولمبي وأعاره نادي الاتفاق إلى نادي التعاون مطلع عام 2017 و في صيف 2018 أعاره إلى نادي الحزم و انتقل إلى نادي الوحدة في عام 2019 و أعير إلى نادي الفيصلي مطلع عام 2020 وانتقل رسميا لنادي الاتحاد 2022.

## روابط خارجية
- محمد الصيعري على موقع إي إس بي إن إف سي (الإنجليزية)
- محمد الصيعري على موقع قاعدة بيانات كرة القدم.إي يو (الإنجليزية)
- محمد الصيعري على موقع ناشيونال فوتبول تيمز (الإنجليزية)
- محمد الصيعري على موقع Soccerway.com (الإنجليزية)
- محمد الصيعري على موقع عالم كرة القدم.نت (الإنجليزية)